# Victor Robot (film)
Pour plus de détails, voir Fiche technique et Distribution.
Victor Robot est un long métrage d'animation ukrainien réalisé par Anatoliy Lavrenishyn (uk) et produit par Olena Golubeva et écrit par Anastasia Lavrenishina. Il a été primé dans trois festivals.

## Synopsis
L'étoile de fer artificielle a cessé de briller pour une raison inconnue or c'est elle qui fournit l'énergie à la planète. Victoria, Une jeune fille de 8 ans arrive à bord d'un vaisseau spatial avec ses parents pour la réparer. A la recherche du créateur de l'étoile de fer qui n'est autre que son grand-père, Victoria rencontre un robot qui devient son ami et reçoit le nom de Victor,,.

## Fiche technique
- Titre original : Віктор Робот[3]
- Titre international : Victor Robot
- Réalisateur : Anatoliy Lavrenishyn (uk)
- Producteur : Olena Golubeva et Sergei Melnichenko
- Studio d'animation : Червоний собака (Chien rouge)
- Scénario : Anastasia Lavrenishina
- Dialogues : Iryna Tsilyk
- Musique : Anton Baibakov et Sofia Baibakova
- Paroles : Marysya Nikityuk
- Interprètes de la chanson : Dakh Daughters
- Son : Maria Nesterenko
- Durée : 74 minutes

## Distribution
- Mariyka Aglotkova : Vika Guth (voix)
- Vasily Mazur (uk) : Markian Guth, le grand-père de Vika (voix)
- Rymma Zioubina : mère de Vika (voix)
- Viktor Zhdanov (uk) : père de Vika (voix)
- Marko Halanevych : Robotylo (voix)
- Bogdan Benyuk : robot musicien (voix)
- Mariana Holovko : robot musicien (voix)
- Ruslana Khazipova : robot luciole (voix)
- Anatoli Hostikoev (uk) : robot musicien (voix)
- Anton Slepakov : observateur (voix)
- Sergey Solopay : robot médical (voix)

## Origine et production
L'histoire est partie d'une idée de Lavrenishyn à la suite d'« une phrase entendue par hasard dans un café que tout le monde, absolument tout le monde autour, est un robot ». Il désirait réaliser un projet où les gens pouvaient réaliser « quelque chose de beaucoup plus brillant et meilleur que ce que nous avons aujourd'hui ». Il a ensuite rencontré par hasard la scénariste Anastasia Dobrovolska avec qui il a développé le scénario.
Pour sa réalisation, Lavrenishyn a pu bénéficier d'un financement total par l'état ukrainien par l'Agence d'État ukrainienne pour le cinéma. Le nombre de personnes impliquées sur le projet s'est monté à environ 300. Pour l'animation, plus de 60 animateurs, artistes et spécialistes qui ont travaillé sur ce projet et Lavrenishin a fait le choix d'images en 2D sur lesquelles sont ajoutées des éléments 3D. La conception de ce long métrage a duré trois années et demie.
La partie «comédie musicale» a été développé par Dakh Daughters, Anton et Sofia Baibakova, Anton Slepakov, Maryana Golovko, Marko Galanevich avec la présenced'un chœur d'enfants dirigé par Alona Galay.

## Sorties
C'est au festival du Festival international du film d'animation d'Annecy en 2018 que la première bande annonce de Victor Robot a été présentée,. La première du film était alors prévue pour 2019.
La première de Victor Robot lors d'un festival international a eu lieu le 26 septembre 2020 lors de la compétition nationale ukrainienne du 11e Festival international du film d'Odessa. La première du film en Ukraine s'est déroulée le 24 juin 2021 avec Arthouse Traffic comme distributeur. Ce long métrage d'animation a aussi été présenté en dehors d'Ukraine.

## Récompenses
- " Kinokola " National Film Critics Award du "Meilleur film d'animation" (2020)[3],[7],[4]
- Prix du public au Festival international du film d'Odessa (2020)[3],[8],[4]
- Meilleur long métrage pour enfants au 13e Festival international du film d'animation de Tofuzi à Batoumi (2021)[9]
- La chanson мПола-ла-ла a obtenu le Dzyga d'or de la meilleure chanson de film en 2021[4]

## Produits dérivés
La sortie du film a donné lieu également à la sortie d'un livre dont le texte a été créé par la scénariste du film, Anastasia Lavrenishina,.
- (uk) Lavrenishina Anastasia, Віктор_Робот. Щоденник збирача планет [« Victor_Robot. Journal d'un collectionneur de planètes »], Ранок,‎ 2021, 136 p.[4]